# Antonio Manetti (Architekt)

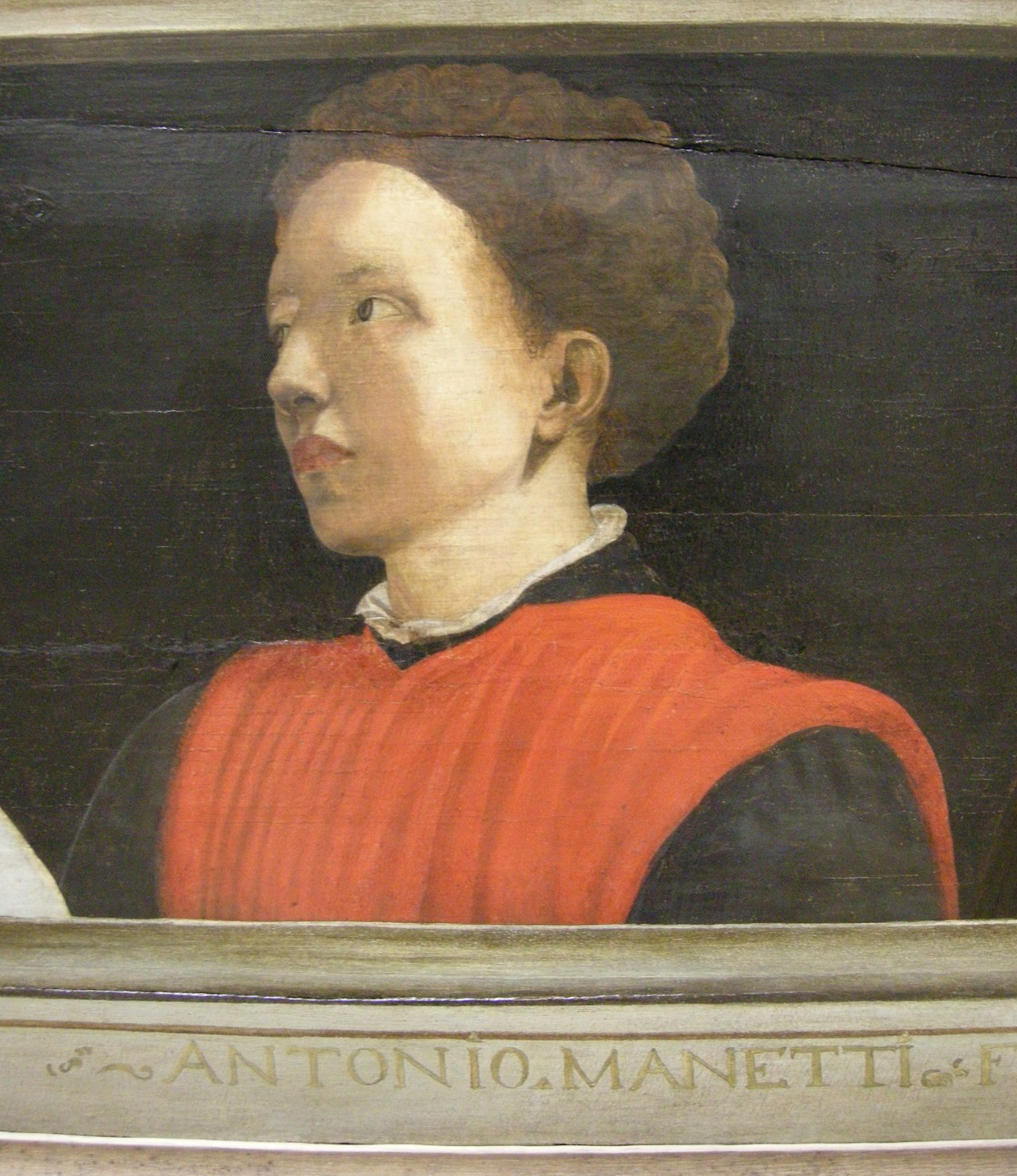
Antonio Manetti

Antonio di Tuccio Manetti (* 6. Juli 1423 in Florenz; † 26. Mai 1497 ebenda) war ein italienischer Mathematiker, Architekt und Schriftsteller.

## Leben
Manetti wurde in eine Familie von Seidenhändlern geboren. Er erhielt eine ausgezeichnete Ausbildung, und sein Wohlstand erlaubte ihm, seinen vielen Interessen nachzugehen. Dies waren unter anderem Mathematik, Geometrie, Astronomie und Philosophie.
Aus guelfischen Quellen geht hervor, dass Manetti vier Brüder hatte: Nezzo di Tuccio Marabottino, Lorenzo di Tuccio Marabottino, Marabottino di Tuccio di Marabottino und Benedetto di Tuccio Marabottino. In den Quellen findet sich auch ein Enkel, Benedetto di Tuccio di Marabottino.
Vieles, was über Manettis Privatleben bekannt ist, stammt aus den Werken von Gaetano Milanesi. Er wurde 1471 Mitglied der Balìa und 1475 Vikar (Vicario) des Val d’Arno di Sopra. Ein Jahr später war er einer der Priori und 1481 Vikar des Valdinievole. 1485 war er Gonfaloniere di Giustizia, und danach Podestà von Colle di Val d’Elsa. Er wird civis et architectus genannt (lat. = Bürger und Architekt) und arbeitet im Januar 1491 in dieser Funktion an der Fassade des Florentiner Doms. Seine Präsenz in der Exekutive der Republik Florenz lässt auf gute Verbindungen zu wichtigen Denkern seiner Zeit schließen. 1966 entdeckte Quellen legen nahe, dass Manetti 1466 als sogenannter Operaio einer der drei Verwalter des Ospedale degli Innocenti war.
Manetti war Mitglied der Arte di Por Santa Maria (auch bekannt als Arte della Seta), eine der sieben Arti Maggiori der Gilden von Florenz.

## Literarisches Werk
Manetti ist vor allem wegen seiner Untersuchungen zu Dantes Inferno bekannt. Obwohl Manetti diese nie selbst herausgegeben hat, haben Cristoforo Landino und Girolamo Benivieni, die frühesten Bearbeiter der Divina Commedia aus Florenz, seine Ergebnisse in ihren jeweiligen Ausgaben veröffentlicht. Manetti ist auch bekannt für seine Novelle Der dicke Zimmermann, die einen Jugendstreich  Filippo Brunelleschis am Zimmermann Manetto zum Thema hat. Manettis Autorschaft einer frühen, aber posthumen Biographie Brunelleschis wurde von vielen Seiten  diskutiert, doch kaum mehr bestritten und ihre Niederschrift in den 1470er bis in die 1480er Jahre angenommen.

### Biographie des Filippo Brunelleschi
Von Manettis Biographie sind drei Manuskripte erhalten, die nach ihrer Provenienz Magliabecchiana (Magl.), Pistoiese (Pist.) (heute beide in Florenz) und Corsiniana (Cor.) (in Rom) benannt werden.

#### Magliabecchiana (Magl.)
Von den drei Manuskripten hat die Magliabecchiana am meisten Aufmerksamkeit erhalten. Die erste bearbeitete Edition des Florentiner Literaten Domenico Moreni (1766–1835)  wurde im Jahr 1812 veröffentlicht, der das Manuskript einem anonymen Zeitgenossen Brunelleschis zuschrieb.
Im Jahre 1887 erschienen neue Ausgaben des Manuskripts in Italien und Deutschland.
Die erste und gleichzeitig die bekannteste Fassung wurde von Gaetano Milanesi bearbeitet, der das Manuskript erstmals Manetti zuschrieb. Milanesi hat die Orthographie des Manuskripts an seine Zeit angepasst, was ihm viel Kritik einbrachte.
Heinrich Holtzinger brachte eine überarbeitete und deutsch kommentierte Version der Transkription Domenico Morenis heraus, da sie in Deutschland nicht verfügbar schien. Zudem bekam er selbst auch erst zum Ende seiner Überarbeitung Zugang zum originalen Manuskript. Er schreibt das Werk mit Berufung auf Milanesi ebenfalls Manetti zu.

#### Pistoiese (Pist.)
Dieser Text wurde von dem Historiker Alessandro Chiappelli (1857–1931) entdeckt und publiziert. Der Text beginnt dort, wo die Magl. abbricht. Die Publikation im Jahre 1896 brachte neue Erkenntnisse im Bezug auf Brunelleschis Leben. Chiappelli arbeitete in seinem Werk jedoch nicht mit dem Original der Magl. sondern mit Milanesis Edition, wofür er stark kritisiert wurde. Die Historikerin Elena Toesca (1900–1967) publizierte 1927 eine weitere Edition und benützte sowohl eine überarbeitete Fassung von Milanesis Übersetzung als auch die von Chiappelli.

#### Corsiniana (Cor.)
Dieses Dokument wurde bisher noch nicht veröffentlicht und ist daher kaum bekannt. Obwohl der erste Satz des Manuskripts und der letzte Satz mit der Pistoiese übereinstimmen, wurde es in verschiedenen Handschriften verfasst und kann daher nicht einem einzigen Autor zugeschrieben werden. Das Manuskript befindet sich in der Biblioteca Corsiniana di Roma (Accademia dei Lincei).

#### Urheberschaft und Datierung
Die Urheberschaft und die Datierung des Manuskripts wurde viel diskutiert, aber die meisten stimmen darin überein, dass das Dokument von Antonio Manetti verfasst wurde, und dies bevor 1497. Cornelius von Fabriczy hat sich an eine genauere Datierung gewagt als das Todesjahr von Manetti und datiert das Werk in die 1480er Jahre. Er begründet diese Datierung damit, dass Paolo dal Pozzo Toscanelli in der Vergangenheitsform erwähnt wird und dieser im Jahre 1482 gestorben ist. Er vermerkt auch, dass das Werk vor 1489 fertiggestellt worden sein muss, da Änderungen an einem Gebäude Brunelleschis aus diesem Jahr nicht erwähnt werden.
Betrachtet man die Urheberschaft der Magliabecchiana, muss die Debatte mit der Frage beginnen, ob es sich bei diesem um ein Original oder lediglich um eine Kopie handelt. Moreni und Milanesi stimmen überein, dass die Magl. ein Original ist, aber nur Frey präsentiert stichhaltige Argumente für diese These. Ein wichtiges Argument in dieser Debatte ist, dass Milanesi die Autorenschaft des Dokumentes mit der Handschrift von Milanesi begründet. Handelt es sich aber bei dem Dokumenten nur um eine Kopie ist Manetti nicht der Autor. Zudem kommt hinzu, dass Milanesi die Handschrift Manetti zuweist, da sie mit der Handschrift des „dicken Zimmermanns“ übereinstimmt. Dies hat zu viel Kritik geführt, da Manetti dafür bekannt war, Kopien von Werken anderer anzufertigen, wie beispielsweise Ficinos Übersetzung von Dantes De monarchia. Ein weiterer Kritikpunkt ist, dass das Werk stark von anderen Arbeiten Manettis abweicht, sowohl in der Länge als auch in der Schreibweise.
Dass es keine Korrekturen im Text des Manuskripts gibt, hat sowohl zu Argumenten für und gegen ein Original geführt. Es wurde auch dem flüssige Schreibstil der florentinischen Humanisten zugeordnet. Obwohl keine abschließende Aussage gemacht werden kann, wurde Manettis Handschrift unter einem aufgeklebten Stück Papier gefunden. Dies spricht gegen das Argument für eine Kopie, dass keine Korrekturen am Werk gemacht wurden.

### DantesInferno

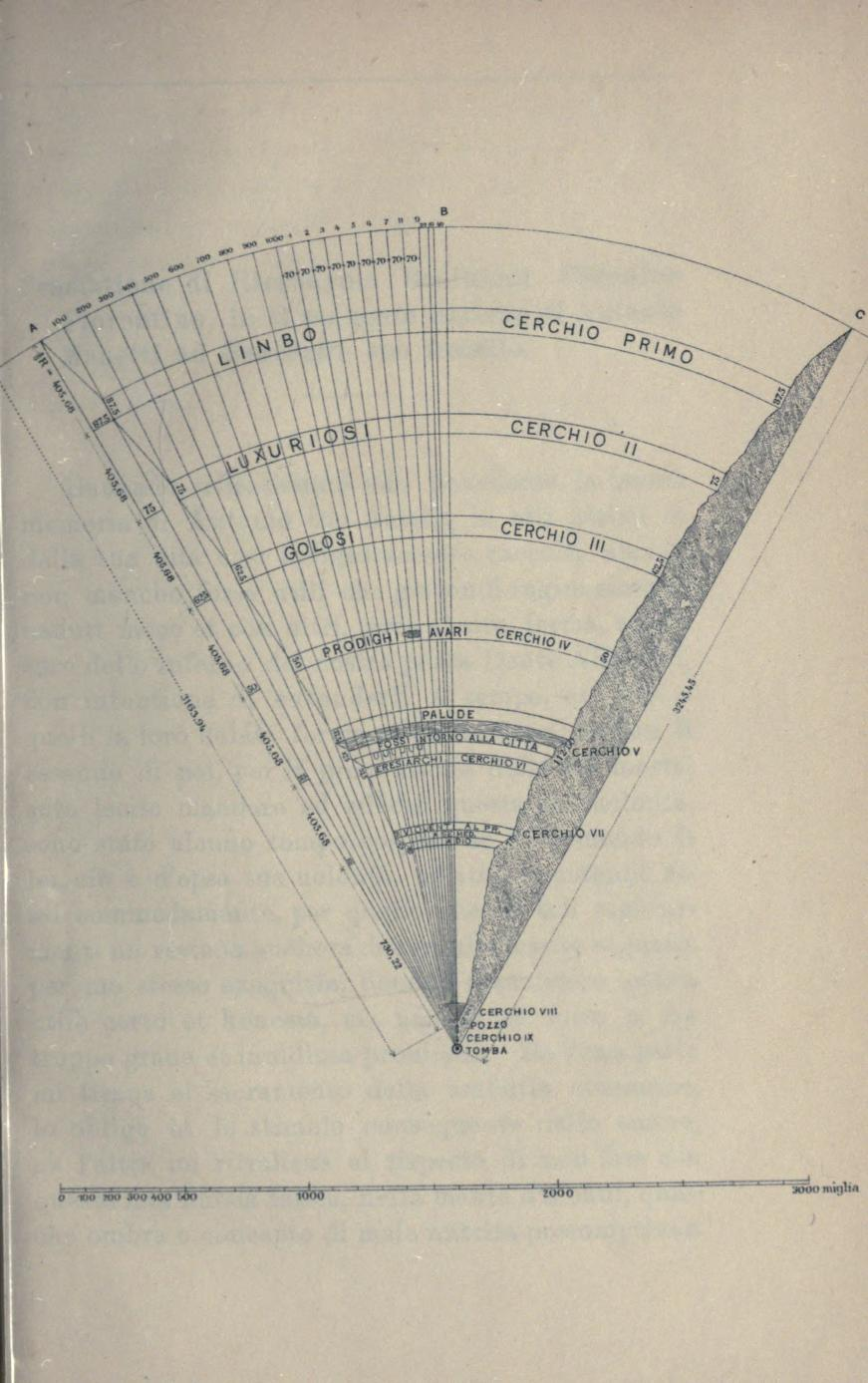
Manettis Inferno, Illustration von Girolamo Benivieni

Obwohl Dante das Inferno beschreibt, bleiben die genauen Details seiner Architektur der Hölle der Vorstellung des Lesers überlassen, was zu verschiedenen Interpretationen seiner Inferno-Vorstellung führte. Manettis Version von Dantes Hölle verdankt seine Aufmerksamkeit einer Vorlesungsreihe von Galileo Galilei im Jahr 1588. Galileo vergleicht die Form, den Ort und die Größe von Manettis Hölle mit der Version von Alessandro Vellutello (* 1473) aus Lucca. Galileos Bevorzugung von Manettis Version lässt sich auf politische Beweggründe zurückführen. Bei einem militärischen Konflikt zwischen Florenz und Lucca im Jahr 1430 war ein Plan von Filippo Brunelleschi schiefgelaufen und endete mit einer katastrophalen Niederlage und Erniedrigung für Florenz.
Manettis Inferno besteht aus einer kegelförmigen Region, deren Scheitel zentriert ist und deren Basis auf Jerusalem liegt. Manetti schlägt eine direkte Linie zwischen dem Zentrum der Erde, dem schwersten Teil des Universums, und Jerusalem vor. Ein Bogen erstreckt sich dabei von Jerusalem über die Erde und das Wasser bis zu einem Zwölftel des Umfangs. Ein Ende dieses Bogens liegt dabei auf Jerusalem und das andere auf dem Zentrum der Erde. Diese beiden geraden Linien formen den Sektor des Kreises und – wenn kreisförmig bewegt – den Kegel der Hölle.
Manetti selbst veröffentlichte seine Untersuchungen über Dantes Hölle nicht, seine Ergebnisse wurden jedoch von Girolamo Benivieni in seinem Dialogo de Antonio Manetti veröffentlicht.

### Die Novelle vom dicken Zimmermann

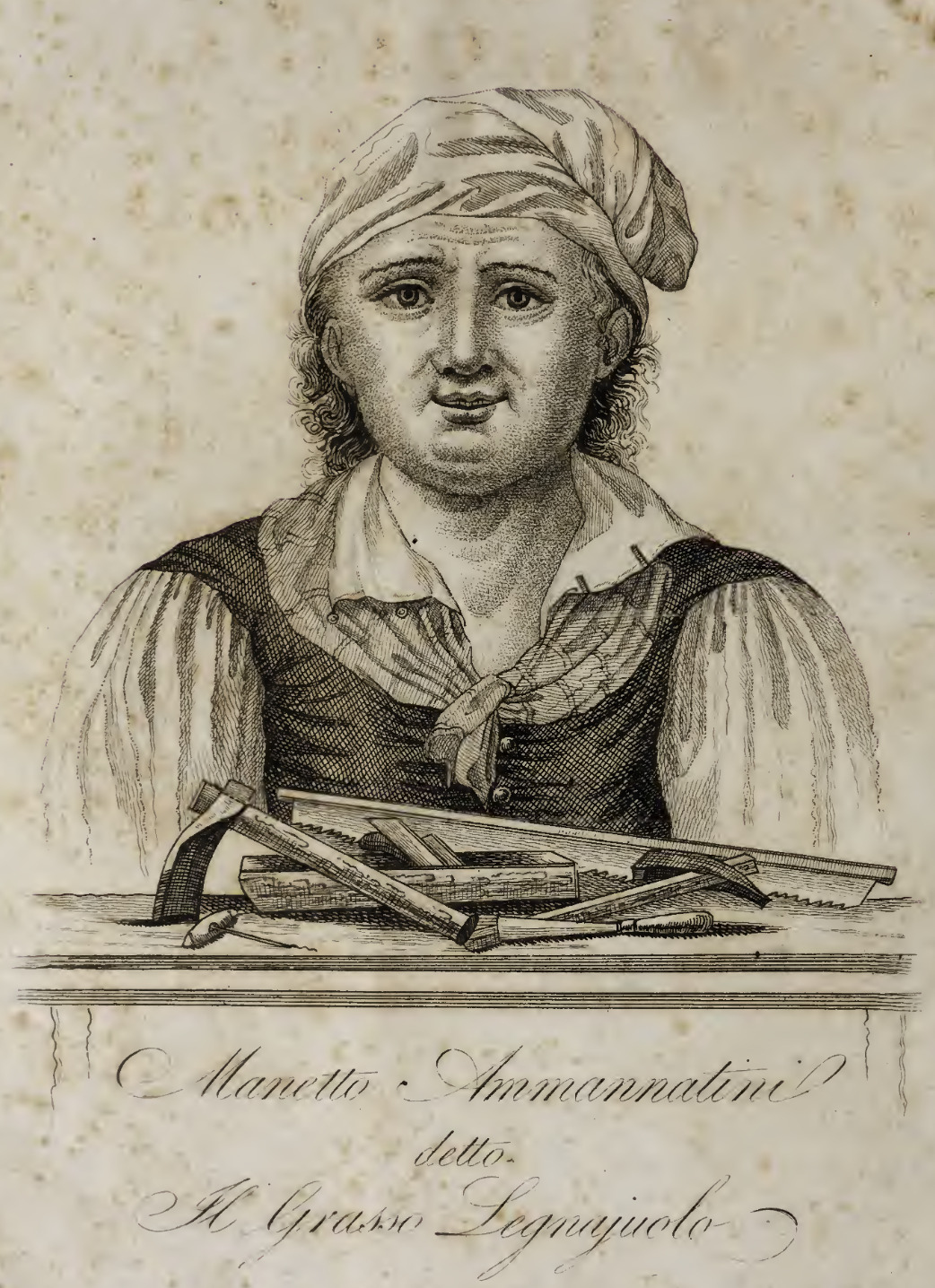
Der dicke Zimmermann

Die Novelle vom dicken Zimmermann (italienisch Novella del Grasso Legnajulo) ist ein humoristisches Buch in der „beffe“-Tradition.
Die Novelle erzählt die Geschichte eines Jugendstreichs, den Filipo Brunelleschi dem Zimmermann Manetto gespielt hat. Die Geschichte spielt im Jahre 1409 in Florenz, und viele einflussreiche Männer des öffentlichen Lebens spielen in ihr eine Rolle. Der Leser wird dabei in das Leben von Künstlern und Handwerkern von Florenz eingeführt, wobei Brunelleschi als fragwürdiger Held präsentiert wird. Die Männer essen regelmäßig zusammen zu Abend, jedoch fehlt an einem Abend der Zimmermann Manetto, welcher als „einfach“ beschrieben wird. Die Männer beschließen Manetto einen Streich zu spielen und Brunelleschi schlägt vor, dass man Manetto überzeugen könne, er sei eine andere Person als er selbst. Brunelleschis Plan gelingt. Die Geschichte folgt Manettos innerer Verunsicherung und fokussiert dabei auf die psychologischen Aspekte des Streiches. Zum Ende der Geschichte geht Manetto nach Ungarn, kehrt jedoch immer wieder nach Florenz zurück. Bei einem solchen Besuch gesteht ihm Brunelleschi, dass er der Urheber dieses Streiches gewesen ist. Manetto aber nimmt das gelassen hin und zeigt sich dankbar, da er eine besser Einsicht in sich selbst gewonnen habe.

### Zibaldone
Das Zibaldone Manetti ist eine Sammlung von Manuskripten Manettis, die anderen Autoren zugeschrieben werden. Die Sammlung befindet sich in der Biblioteca Nazionale Centrale di Firenze und umfasst Werke wie Archandreo von Gherardi di Cremona, Immago Mundia, Della Imagine del Mondo von Santo Isidero, De Origine Civitas Florentinae von Filippo Villani und Vita Caroli Magni von Donato Acciaiuoli.
Die Werke zeigen die Vielseitigkeit der Interessen Manettis, die von Architektur über Astronomie, Mathematik, Geographie bis zu den Künsten und der Philosophie reichten.

## Ausgaben der Schriften
- Girolamo Benivieni: Dialogo di Antonio Manetti: Cittadino fiorentino circa al sito, forma, & misure del lo infero di Dante Alighieri poeta excellentissimo. F. di Giunta, Florenz 1506 (italienisch, archive.org).
- Gaetano Milanesi: Operette istoriche edite ed inedite di Antonio Manetti. Raccolte per la prima volta e  al suo vero autore restituite. Successori Le Monnier, Florenz 1887 (italienisch, europeana.eu).
- Antonio di Tuccio Manetti: Filippo Brunellesco. Mit Ergänzungen von Vasari und Anderen. Hrsg.: Heinrich Holtzinger. Kohlhammer, Stuttgart 1887, urn:nbn:de:bsz:21-dt-61939 (italienisch, mit deutschem Kommentar).
- Antonio Manetti: Vita di Filippo Brunelleschi, preceduta da La novella del grasso. Edizione critica (= Domenico De Robertis [Hrsg.]: Testi e documenti. Band 2). Il Polifilo, Mailand 1976 (italienisch).
- Antonio Manetti: Notizia di Filippo di ser Brunellesco ovvero Vita di Filippo Brunelleschi. Transkription und Anmerkungen von Giuseppe Giari. Hrsg.: Antonio Natali. Opera di Santa Maria del Fiore, Mandragora, Florenz 2021, ISBN 978-88-7461-572-8 (italienisch).
- Howard Saalman: The Life of Brunelleschi by Antonio di Tuccio Manetti. Pennsylvania State University Press, Pennsylvania 1970, ISBN 0-271-00075-9 (englisch).
- Antonio Manetti: Die Novelle vom dicken Holzschnitzer. Aus dem Italienischen von Marianne Schneider. Wagenbach, Berlin 2012, ISBN 978-3-8031-1288-0.